# Плотников, Игорь Вениаминович
Игорь Вениаминович Плотников (род. 4 июня 1976, Березники, Пермская область) — российский хоккеист, защитник.

## Биография
Воспитанник «Титана» (Березники) и «Металлурга» Магнитогорск. Дебютировал в команде «Южный Урал» Орск, проведя один матч в сезоне 1992/93 Открытого чемпионата России. Со следующего сезона стал играть за «Металлург-2» Магнитогорск; за «Металлург» провёл 9 матчей в «серебряном» для команды сезоне 1997/98 Суперлиги. Вторую половину сезона 1998/99 отыграл в московских «Крыльях Советов», выступал в командах первой лиги «Прогресс» Соликамск (1999/2000, 2001/02), «Мостовик» Курган (2000/01), «Буревестник» Магнитогорск (2001/02).